# آلباره-لو-کنتال
البارت-لو-کامتال (به فرانسوی: Albaret-le-Comtal) یک کمون در فرانسه است که در لوزر واقع شده‌است.

## خصوصیات
البارت-لو-کامتال ۲۹٫۵۶ کیلومترمربع مساحت و ۲٬۰۰۱ نفر جمعیت دارد و ۱٬۰۰۰ متر بالاتر از سطح دریا واقع شده‌است.